# Трифилия
Трифилия (др.-греч. Τριφυλία, лат. Triphylia) — в древности южная часть Элиды, в Пелопоннесе. По преданию, получила название по имени сына Аркада — Трифила; но в действительности это название указывает на слияние трёх племен (τρεῖς φυλαί), политическим центром которых считался храм Посейдона в Самике. 
Древнейшее население Трифилии составляли эпейцы, парореаты и кавконы. Последние были вытеснены из страны минийцами, которые вместе с эпейцами и аркадянами (или элейцами) образовали тройное по составу население Трифилии. Со времени последних македонских войн имя Трифилии более не упоминалось.
В современной Греции этим именем именуется одноимённая община (дим) в периферии Пелопоннес, расположенная на территории древней Трифилии.